# Cabo Belousov
O Cabo Belousov (69° 51′ S, 160° 20′ L) é um promontório coberto de gelo formando a ponta sul da Península Anderson, localizado exatamente ao norte do ponto final da Geleira Suvorov. Foi mapeado pela Expedição Antártica Soviética de 1958 e recebeu o nome do capitão polar soviético Mikhail P. Belousov, 1904–46.